# Staatsbedrijf
Een staatsbedrijf of overheidsbedrijf is een bedrijf dat in handen is van de overheid, de staat. 

## Achtergrond
Staatsbedrijven komen voor onder uiteenlopende politieke systemen, variërend van communisme tot kapitalisme, maar in communistische landen zijn er naar verhouding veel meer staatsbedrijven. Meestal heeft een staatsbedrijf een monopoliepositie in de betreffende sector. Het streven naar winst is niet noodzakelijkerwijs een voorwaarde, veelal beoogt de overheid juist een ander doel en stapt daarom in een gat waarin de markt niet (kan) voorzien. Een staatsbedrijf kan door de overheid zijn opgericht, maar kan ook verworven zijn, wat aangeduid wordt met 'nationalisering' of 'nationalisatie'.
In een private onderneming is het kapitaal in handen van private kapitaalverstrekkers; het eigen vermogen van het staatsbedrijf daarentegen is afkomstig van de staat. Staatsbedrijven vormen de ruggengraat van een collectivistische economie, waar in hoofdzaak de overheid de rol van ondernemer vervult. Meestal komen er daarnaast toch in beperkte mate coöperatief en privaat eigendom voor. Om verscheidene redenen komen ook in de meeste kapitalistische markteconomieën in beperkte mate staatsbedrijven voor. 
Een staatsbedrijf valt direct onder de overheid. Het is dus geen naamloze vennootschap (nv) of besloten vennootschap (bv) en het personeel van een staatsbedrijf heeft de ambtenarenstatus. Die strikte ambtelijke structuur wordt enigszins versoepeld in een tussenvorm: het "autonoom overheidsbedrijf", zoals De Lijn. In België circuleert nog de oude benaming parastatale. 
Staatsbedrijven zijn niet hetzelfde als bedrijven die (tijdelijk) in handen van de overheid zijn. Na de reddingspoging van staatswege van Fortis en (indirect) ABN AMRO in 2008 heeft de Nederlandse overheid weliswaar een deel van de eigendom van deze ondernemingen verkregen, maar veranderde de juridische positie van de onderneming en de werknemers niet. De situatie is daarmee vergelijkbaar met die van bedrijven waarin buitenlandse overheden investeren door middel van sovereign wealth funds. Ook in die situatie wordt doorgaans niet van een staatsbedrijf gesproken.

## Voorbeelden
De grootste staatsbedrijven ter wereld zijn staatsoliemaatschappijen als Saudi Aramco, Pemex en Petróleos de Venezuela.
Nederlandse staatsbedrijven waren onder andere PTT en DSM, maar deze zijn beide verzelfstandigd en geprivatiseerd. De Nederlandse Spoorwegen daarentegen is nooit een officieel staatsbedrijf geweest, maar was in de periode 1938-1994 een semioverheidsbedrijf.

## Doel
- Bepaalde staatsbedrijven zijn opgericht om essentiële functies in de economie uit te oefenen waarover de gemeenschap democratische controle wenst te behouden. een typisch voorbeeld vormt de emissieactiviteit van het chartaal geld, die in alle landen in handen is van een centrale bank (of van een netwerk van centrale banken) die over het overheidsmonopolie beschikt. Een ander voorbeeld vormen de spoorwegen, waaraan dikwijls een militair-strategisch belang gehecht werd.
- Natuurlijke monopolies vormen een ander type van staatsbedrijven. Bepaalde producties worden immers gekenmerkt door sterke positieve schaaleffecten. In dergelijke sectoren zouden bij vrije concurrentie grote ondernemingen dan ook de kleinere uit de markt verdringen, totdat uiteindelijk slechts één private onderneming zou overblijven. Die zou dan evenwel over monopoliemacht beschikken, met het gevaar dat die er misbruik van zou maken. Om dat te vermijden neemt de staat soms de productie van dergelijke goederen en diensten op zich, hetgeen evenwel op zich geen garantie vormt dat de betrokken nadelen niet optreden. Voorbeelden zijn waterdistributie en collectief vervoer.
- Vele staatsbedrijven zijn opgericht om politiek-ideologische redenen. Tegenstanders van de kapitalistische markteconomie probeerden vooral na de Tweede Wereldoorlog staatsbedrijven op te richten als tegenwicht voor het ongebreidelde winststreven dat volgens hen de kapitalistische maatschappij kenmerkte. Op die manier hoopten zij bijvoorbeeld inzicht te verkrijgen in de werking van bepaalde nijverheden, bijvoorbeeld de energiesector of het bankwezen. Teneinde zulke sectoren beter aan overheidsreglementering te kunnen onderwerpen, meenden zij de tewerkstelling in bepaalde bedrijven los van marktoverwegingen te kunnen handhaven, de invloed van buitenlandse groepen en buitenlandse regeringen in het eigen bedrijfsleven te verminderen of de effectiviteit van de planning te verhogen.
- Sommige staatsbedrijven kwamen tot stand om taken over te nemen (bv. producties die zeer hoge researchkosten vergen, het herstructureren van verlieslatende bedrijfssectoren), die voor het private initiatief te risicovol waren.